# Artechock
artechock ist ein deutschsprachiges Filmmagazin, das ausschließlich im Internet erscheint.
Das Filmmagazin wird von Artechock e. V., einem eingetragenen gemeinnützigen Verein mit Sitz in München, herausgegeben. Da es 1996 gegründet wurde, zählt es zu den dienstältesten noch aktiven Online-Filmmagazinen Deutschlands.
Wöchentlich wird auf der Website von artechock.de das aktuelle Kinoprogramm von München zur Verfügung gestellt (ca. 110.000 Besucher pro Monat (Stand: Januar 2011)). Daneben findet sich eine breite Palette von filmbezogenen Texten wie Kritiken, Interviews, Festivalberichte, Veranstaltungshinweise, Essays, Porträts, Nachrufe, Jahresrückblicke bzw. Retrospektiven. Sowohl das aktuelle Filmprogramm als auch die Texte (inkl. des vollständigen Archivs) können kostenfrei aufgerufen werden.
Ab 1997 gab es als Schwesterprojekt auch ein Kunstmagazin, welches aber 2004 wieder eingestellt wurde.